# Serguei Morózov
Serguei Anatólievitx Morózov (en rus: Сергей Анатольевич Морозов), (Leningrad, 29 de setembre de 1951 - Moscou, 28 d'abril de 2001) va ser un ex-ciclista soviètic que va competir principalment a la dècada de 1970.

## Palmarès
- 1975
  - Vencedor d'una etapa a la Volta al Táchira
- 1976
  - Vencedor de 2 etapes a la Volta a Iugoslàvia
- 1978
  - Vencedor d'una etapa al Tour de l'Avenir
  - Vencedor d'una etapa al Gran Premi Guillem Tell
- 1979
  - 1r a la Volta a Iugoslàvia i vencedor de 2 etapes
  - Vencedor d'una etapa al Tour de l'Avenir
  - Vencedor d'una etapa al Giro de les Regions
- 1980
  - Vencedor de 2 etapes a la Volta a Cuba
  - Vencedor d'una etapa a la Cursa de la Pau
- 1981
  - Vencedor de 2 etapes a la Volta a Sotxi
- 1982
  - Vencedor d'una etapa a la Volta a Sotxi